# Langstaartnimf
De langstaartnimf (Aglaiocercus kingii) is een vogel uit de familie Trochilidae (kolibries). Deze vogel is genoemd naar de Britse natuuronderzoeker Phillip Parker King.

## Verspreiding en leefgebied
Deze soort komt voor van Venezuela tot het westelijke deel van Centraal-Bolivia en telt zes ondersoorten:
- A. k. margarethae: het noordelijke deel van Centraal-en noordelijk Venezuela.
- A. k. caudatus: noordelijk Colombia en westelijk Venezuela.
- A. k. emmae: centraal en westelijk Colombia, noordwestelijk Ecuador.
- A. k. kingii: oostelijk Colombia.
- A. k. mocoa: zuidelijk Colombia, Ecuador en noordelijk Peru.
- A. k. smaragdinus: van centraal Peru tot centraal Bolivia.